# 傳送門故事：梅爾
《传送门故事：梅尔》是一款由名为Prism Studios的工作室开发的、基于《传送门2》和Source引擎的第三方模组。该工作室由8名传送门系列游戏爱好者组成。该模组支持Microsoft Windows、OS X和Linux操作系统，于2015年6月25日在Steam平台上面发布，已经拥有《传送门2》的用户可免费下载。

## 游戏玩法

如圖所示，當玩家藉由自由落體墜落至底部的傳送門後，將由另一處的傳送門傳出，並且保持自由落體時所具備的動量，但也將繼續受到正常地心引力的影響。玩家通常可經由此技巧到達原本無法藉由普通跳躍達到的地方。

和《传送门2》类似，《传送门故事：梅尔》也是第一人称视角控制的游戏。玩家控制的是一名叫做梅尔（Mel）的女性。在游戏剧情刚发展不久，玩家就会获得一个「光圈科學手持傳送門裝置」（Aperture Science Handheld Portal Device，簡稱為傳送門槍）的原型版本。面對遊戲中各種地形難關，玩家必須使用传送门枪解決難題。傳送門槍的功能並沒有任何改變，它可以開啟藍色與橘色傳送門，兩道傳送門在三維空間上有視覺上及物理性質的連繫。兩道門沒有特定分何者為入口、何者為出口，任何物體（包括玩家）在穿過其中一道傳送門後，就會穿越另一道傳送門到達不同地點。傳送門之間還有個特點就是動量的重導向，當玩家、物體甚至光束通過傳送門時，其動量會被保存並且將方向重設為出口傳送門所面對的相同方向。一個最常見的例子就如展示圖所示，在地板上與高處的牆壁開啟一道傳送門，當玩家以自由落體的方式快速通過地板的傳送門時，會在高處的傳送門快速水平飛出，到達原本沒辦法抵達的地方。這種遊戲技巧被Valve戲稱為「拋擲」。傳送門還有另一個特點，當傳送門的出口方向與地面並非平行，玩家一旦穿越傳送門，會自動被地心引力調整身體水平，而不會出現頭腳上下顛倒的情形。
雖然玩家與一般物品都可以通過傳送門，但是當傳送門存在時，玩家沒辦法藉由原先的傳送門設置新的傳送門。在創造傳送門的時候，另一道同樣顏色的傳送門會消失，也就是說，同顏色的傳送門不可能同時存在。遊戲內只有一般的牆壁才可以設置傳送門，舉凡會移動的物品、特殊材質的牆壁、玻璃、液體都沒辦法在其表面設置傳送門，除非平面上被塗上了轉換凝膠，才可在本來不可開啟傳送門的平面開啟傳送門。遊戲中玩家常常會得到「重量儲存方塊」，該方塊可以放置在「光圈科學超大型撞擊按鈕」上，開啟通往出口的門。大部分的測試室出口皆會設置「光圈科學物質分解網」，該分解網會分解砲塔、任何玩家攜帶的物品（傳送門槍除外），同時也會阻擋傳送門的設置。雖然玩家的腳裝備了防高空掉落的新型機械鞋，但卻能被遊戲中的不同事物致死，如敵對的機槍塔（Turret guns）射擊、被高热能激光擊中、掉落於有害化學液體、被壓死甚至掉下無底洞等等。與正作一樣有一點跟很多第一人称射击游戏不同，玩家不能看到自身的生命量，在短時間內受到連續傷害是會死亡的。不過玩家一旦脫離險境，其生命量會不停的回復。
在《传送门2》的基础上，《传送门故事：梅尔》又加入了一些新元素，例如用水灭火、带电的水（接触后会触电而死）和會将玩家和物件都分解的物质分解网。游戏中一共有22道关卡，开发者希望玩家能在6到10个小时之间通关。

## 剧情
游戏剧情从1952年10月14日开始。在当天主角梅尔乘坐电车到达位于密歇根州的光圈科学开拓者总部（英語：Aperture Science Innovators）。梅尔是一名参加过1936年纽伦堡奥林匹克运动会的运动员。作为一名参加测试的志愿者，她需要进入巨大而复杂的地下研究设施。光圈科学的CEO卡夫·強森通过预先录制的录音，通知梅尔将参加他们的其中一个小测试——光圈科学短时休眠装置（英語：Aperture Science Short Term Relaxation Vault）。
这次测试出现了问题，导致梅尔休眠了数十年。梅尔醒来之后发现大部分设施已经年久失修。不过，一个冒充卡夫·強森的广播告诉她，眼前的一切没有异常，并且时间仍然是1952年。在接下来的测试中，事情逐渐变得明朗：与梅尔交谈的，实际上是一个叫做维吉尔（Virgil）的人格核心。维吉尔不慎从管理轨道上脱落，他告诉梅尔，只要梅尔能够帮助他重新回到管理轨道，他就会帮助梅尔离开整个光圈科技的设施。在帮助梅尔拿到传送枪之后，维吉尔又引导梅尔通过旧实验室设施，并且告诉她，实验室变得一片狼藉是（传送门剧情中的）主机GLaDOS被人摧毁导致的。
他们继续向地上移动，但是他们注意到，在开启设施备用电源之后，一个叫做AEGIS（英語：Aperture Employee Guardian and Intrusion System）的原型安保系统被啟動。AEGIS发现梅尔和维吉尔是未登記的生命体和机械体，于是错误地认为他们两个是导致科学家死亡的原因，并将其视作威胁，同时设法追踪和消灭梅尔。在移动过程中，维吉尔认识到，关闭AEGIS系统才是梅尔逃生的唯一途径。

AEGIS控制中心的入口。玩家手中持有一把原型传送门枪，其外观与传送门系列的其他游戏不同，但功能相同。

在经过几个老旧的、杂草重生的实验室之后，梅尔和维吉尔二者最终来到了AEGIS的控制中心。经过与人工智能的战斗之后，梅尔输入了一个用于关闭AEGIS的密码。但是，在启动关闭程序之前，梅尔和维吉尔才发现，原来AEGIS不仅要消灭他们二者，而且还试图消灭GLaDOS。维吉尔带领梅尔销毁了传送枪，来到逃生电梯，并且向梅尔道别。在梅尔到达地面之后，梅尔打开大门，发现自己在几十年前路过的小镇已经变得更加现代化，但是已经变成一片废墟。
在开发者名单结束之后，游戏又播放了一段过场动画：AEGIS利用剩余电力运行了几个最终的程序，包括切断备用电源，唤醒仍然存活的测试对象以使他们得以逃生。这导致了《传送门2》剧情的开始。

## 开发
《传送门故事：梅尔'》由Prism Studios团队开发，历时四年完成。该团队是几个传送门爱好者自行组建的独立团队。
模组的开发工作从2011年5月开始，最初计划在2012年初发布可玩版本。推迟几次之后，2013年3月21日，开发者宣布将把游戏质量作为开发工作的重点。此时，开发团队也已经有了很大变动。
2013年8月4日，开发者发布了传送门故事：梅尔的第一个公开测试版本。开发者同时提到，游戏中几个地图已经被重新设计以提高质量，此外他们还设计了新模型和一个额外的关卡设计器。
2014年6月20日，开发团队宣布他们将争取在2015年的第一季度发布正式版本，并同时支持Windows、OS X和Linux系统。2014年7月26日，模组的宣传片被上传到YouTube上面，同时模组被提交到Steam平台的“青睐之光”项目上面。
2015年6月25日，模组在Steam平台上正式发布。随后不久，含有开发者注释的视频被上传到YouTube中。
由于玩家反映游戏难度太大，8月31日，开发者宣布将加入剧情一致但难度降低的“故事模式”。

## 评价
游戏受到了玩家的一致好评，也得到了PC Gamer、华盛顿邮报等媒体的积极评价。截止到2015年11月15日，该模组在Steam上的评分为93/100。
《传送门故事：梅尔》在2015年游戏大奖获得了“最佳粉丝作品”奖项。

## 轶事
Valve在开发《传送门2》时，最初曾使用两个人类角色作为合作模式的主角——雪儿和梅尔，后来她们两个被机器人Atlas和P-Body代替。